# Filologia estońska
Filologia estońska – dyscyplina naukowa, która zajmuje się badaniem języka, literatury, kultury i historii Estonii.

## Badania naukowe
Badania naukowe poświęcone filologii estońskiej prowadzone są przede wszystkim na uniwersytetach estońskich, zwłaszcza na uniwersytecie w Tartu, ale również na Uniwersytecie Tallińskim.
W Polsce język estoński nauczany jest w Studium Europy Wschodnich Uniwersytetu Warszawskiego oraz w katedrze hungarystyki UW, jako drugi język ugrofiński.